# There's No Disgrace Like Home
«There's No Disgrace Like Home», llamado «Una familia modelo» en Hispanoamérica y «Hogar, agridulce hogar» en España  es el cuarto episodio de la primera temporada de la serie animada de televisión estadounidense Los Simpson, emitido originalmente el 28 de enero de 1990. El episodio fue escrito por Al Jean y Mike Reiss, y dirigido por Gregg Vanzo y Kent Buttersworth.

## Sinopsis
Hoy es el día de campo que se realiza todos los años en la mansión del Sr. Burns, al cual obviamente asiste Homer con su familia. Antes de llegar, Homer advierte a cada integrante de su familia que deben comportarse y parecer una familia normal, para así no desagradar a su jefe que tiene la costumbre de despedir a aquellos que no se comporten en su casa.
Finalmente, y a pesar del emborrachamiento de Marge y a las travesuras de Bart, Homer sale sin problemas del día de campo, pero al ver la realidad de otras familias, decide dar un vuelco a sus vidas. Primero observan el comportamiento de otras familias de su calle desde afuera de sus casas por la ventana que da al salón. Luego, estando en el bar de Moe y mientras se encuentra semi inconsciente tras haber peleado con Barney, ve el anuncio del Dr. Marvin Monroe durante la pelea de boxeo por televisión para asistir a una terapia y mejorar la relación de familia. Su costo es de 250 dólares, para lo cual gasta el dinero guardado para los estudios universitarios de sus hijos y empeña la televisión.
Una de las pruebas de terapia era darse toques eléctricos con una máquina pero se electrocutan entre sí casi generando un apagón en Springfield.
La terapia no funciona y el Dr. Monroe termina echando a Los Simpson de la consulta, pero como decía el anuncio en televisión, si la terapia no funcionaba, se le debía pagar al paciente el doble de lo que habían pagado, por lo que Homer sale con 500 dólares en los bolsillos anunciando que comprarán una nueva televisión, recibiendo un beso de su esposa y miradas de admiración de Bart y Lisa.

## Producción
El episodio muestra signos de ser uno de los primeros en ser producidos. Los personajes actúan completamente distintos en comparación a temporadas posteriores; Lisa, por ejemplo es una niña indisciplinada, Marge se emborracha y no presta atención, mientras que Homer es la voz de la razón. Esos roles son revertidos en episodios posteriores. Fue un episodio temprano para el Sr. Burns, quién fue interpretado por Christopher Collins en el episodio anterior, "Homer's Odyssey". Originalmente, el personaje fue influenciado por Ronald Reagan, un concepto posteriormente abortado. La idea que el podría saludar a sus empleados utilizando cartas de apoyo fue inspirado en la forma en que Reagan saludaría a la gente. El episodio marca la primera vez que Burns se refiere a "soltar los sabuesos".
El episodio marcó la primera aparición del Dr. Marvin Monroe e Itchy & Scratchy; estos últimos aparecieron previamente en los cortos. También marcó la primera aparición de Smithers con piel amarilla, ya que había sido animado como afroamericano en el episodio anterior debido a un error de coloreado. Eddie y Lou también aparecieron por primera vez, aunque Lou fue erróneamente animado con piel amarilla, en lugar de ser animado como negro, como posteriormente sería. Su nombre viene de Lou Whitaker, un exjugador de la Major League Baseball.
La idea detrás de la escena de terapia de shock fue inspirada en Laurel y Hardy arrojándose pasteles. La escena fue preparada en la sala de ediciones; se realizó de forma distinta cuando se produjo por primera vez. Las ediciones a esta escena fueron preliminares, pero bien recibidas, y quedaron sin cambiar en el producto final.